# Trung (khu vực)
Chung-guyŏk (Hán Việt: Trung khu vực) là một trong 19 đơn vị hành chính của thủ đô Bình Nhưỡng tại Cộng hòa Dân chủ Nhân dân Triều Tiên. Khu vực nằm ở trung tâm của thành phố, giữa sông Potong (Phổ Thông) và sông Đại Đồng (Taedong), giáp với khu vực Moranbong ở phía bắc, giáp với khu vực Potonggang ở phía tây bắc, và giáp với khu vực Pyongchon ở phía nam.

## Tổng quan
Với vị trí là trung tâm của Bình Nhưỡng, khu vực là nơi có nhiều tòa nhà quan trọng nhất của thành phố. Quảng trường Kim Nhật Thành nổi tiếng nằm trên địa phận của khu vực dọc theo bờ sông Đại Đồng, cùng với Nhân dân đại học tập đường, tức thư viện quốc gia của Bắc Triều Tiên. Mặc dù Trung khu vực đã từng là trung tâm lịch sử của Bình Nhưỡng song nó hầu như đã bị tàn phá hoàn toàn trong chiến tranh Triều Tiên sau những vụ ném bom của không lực Hoa Kỳ. Tuy nhiên, một số vết tích của thành phố cũ vẫn có thể nhận diện được, và khu vực là nơi có một số "báu vật quốc gia", bao gồm Potongmun (Phổ Thông Môn) và Taedongmun (Đại Đồng Môn) được xây dựng lại, tháp chuông Bình Nhưỡng, Đình Ryongwang (Luyện Quang đình), điện Sungryong và điện Sungin. Các tòa nhà khác trên địa bàn là khách sạn Koryo, khách sạn Taedonggang, Cửa hàng bách hóa số 1 Bình Nhưỡng, Bảo tàng tem quốc gia Triều Tiên, cung Thiếu nhi Trung ương Bình Nhưỡng và rạp chiếu bóng Taedongmun.
Hệ thống tàu điện ngầm Bình Nhưỡng chạy qua khu vực và dừng lại ở các ga Yonggwang, Ponghwa, và Sungri.
Các văn phòng điều hành của chính phủ Cộng hòa Dân chủ Nhân dân Triều Tiên và các cơ sở kinh tế cấp trung ương nằm trên địa phận của khu vực. Trên địa bàn cũng có trụ sở của Ủy ban Trung ương Đảng Lao động Triều Tiên.